# Doug Thomas
Douglas Kim Thomas jr., detto Doug (Los Angeles, 20 settembre 1983), è un ex cestista statunitense, professionista nella NBDL.

## Palmarès
- Campionato svedese: 1

Sundsvall Dragons: 2008-09